# Parlamentní volby v Rusku 2016

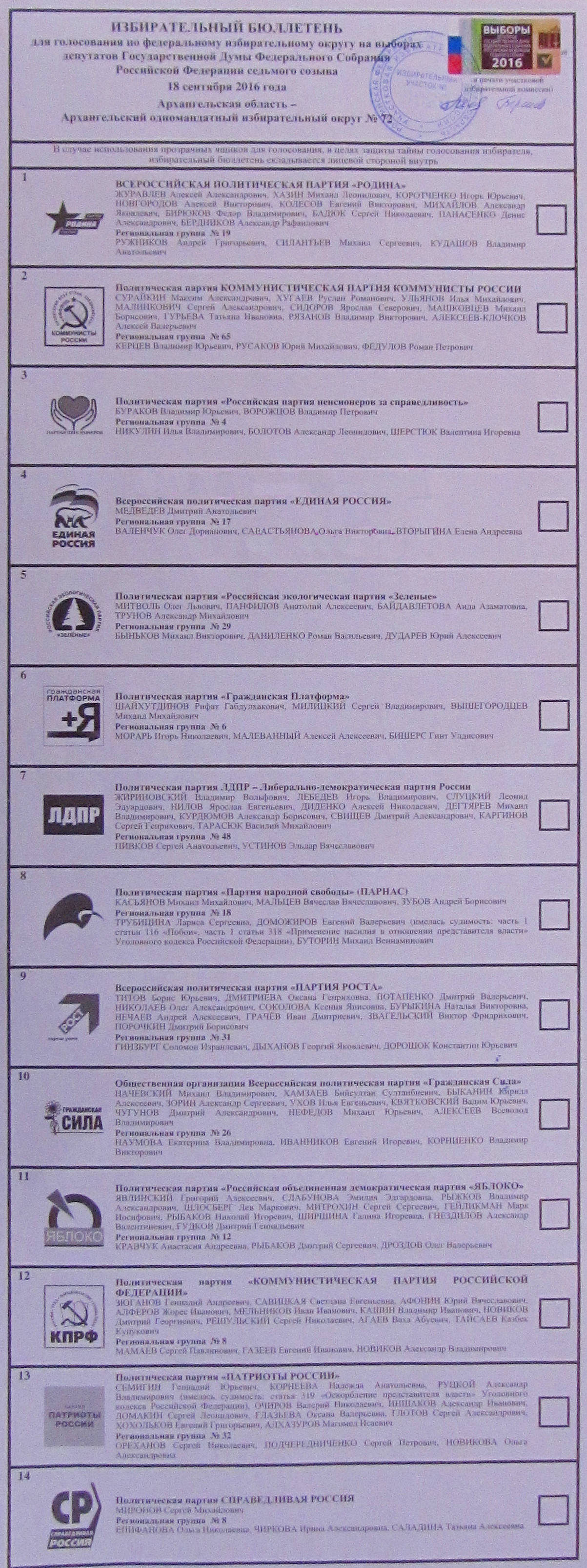
Ruský volební lístek (2016)

Parlamentní volby v Rusku 2016 (rusky Выборы депутатов Государственной думы Федерального собрания Российской Федерации в 2016 году) se konaly v neděli 18. září. Zvoleno mělo být 450 poslanců Státní dumy, dolní komory Federálního shromáždění Ruské federace, do které se naposledy volilo v roce 2011. Očekávalo se, že přes politické problémy a hospodářskou krizi způsobenou sankcemi mezinárodního společenství kvůli anexi Krymu a poklesem cen ropy pohodlně zvítězí dosavadní vládnoucí strana Jednotné Rusko, která šla do voleb s vybranými Putinovými citáty. Při historicky nejnižší volební účasti získala prokremelská strana Jednotné Rusko historicky nejlepší výsledek a pohodlnou ústavní většinu.
Předsedkyní ruské Centrální volební komise byla jmenována ochránkyně lidských práv a známá kritička Kremlu, Ella Pamfilovová. Počet podvodů oproti předchozím volbám ubylo, přesto volby dle videí a záznamů zveřejněných na internetu provázely podvody a manipulace a v takových případech bylo hlasování anulováno.

## Volební výsledek
Volby měly nejnižší volební účast v historii – necelých 48 %, zatímco o pět let dříve přišlo 60,1 % oprávněných voličů. V některých regionech poklesla pod třetinu, např. v Moskevské oblasti, v samotné Moskvě a Petrohradu.

Volební výsledek roku 2016 v grafu

Podle výsledků zaznamenala prokremelská strana Jednotné Rusko historicky nejlepší výsledek s pravděpodobným ziskem 343 křesel z celkových 450. Strana získala pohodlnou ústavní většinu. Výrazně nadpoloviční většinu mandátů při výsledku „jen“ 49,32 % získala strana díky nedávné změně volebního systému, podle něhož se 225 poslanců volí podle poměrného systému a druhá polovina v jednomandátových okrscích. Podle politologa Alexandra Morozova byl takto volební systém změněn právě kvůli získání ústavní většiny a tento způsob byl používán už za Borise Jelcina.
V předchozích volbách strana Jednotné Rusko obsadila 238 míst, v roce 2007 dostala 315 mandátů a poprvé v roce 2003 měla 223 poslanců. Kromě tradičních komunistů (Gennadij Zjuganov) a nacionalistů (Vladimir Žirinovskij) se do Dumy dostali už jen po jednom zástupci menších stran: nacionalistická Vlast a prokremelská Občanská platforma. Mandát získal také Vladislav Reznik, který kandidoval jako nezávislý, ačkoli je členem Jednotného Ruska.
Zcela propadli liberálové, kteří nedokázali přesvědčit své voliče ve velkých městech, aby vůbec přišli do volebních místností. Strana Jabloko získala necelá dvě procenta a přijde tak o státní financování. Do parlamentu se dostali pouze tři zástupci neparlamentních stran, kteří ale nejsou politickou opozicí k Jednotnému Rusku.

## Volební manipulace
V některých volebních místnostech byly nainstalovány kamery, což nebylo na rozdíl od předchozích voleb povinné. V některých okrscích tak kamery zcela chyběly, v jiných umožnily upozornit na ten typ podvodů, kde členové volebních komisí vhazovali do uren velké množství lístků. Po skončení voleb se záběry s těmito manipulacemi objevily na internetu. Podle nezávislého monitorovacího střediska Golos případů porušení pravidel oproti minulosti ubylo, přesto byl jejich počet stále vysoký. Předsedkyně ruské Centrální volební komise Ella Pamfilovová původně tvrdila, že není důvod anulovat výsledky, po uzavření volebních místností ale uznala, že hlasování nebylo zcela v pořádku a v některých volebních místnostech se potvrdily zprávy o podvodech. Během dne tak přece došlo ke zrušení voleb v několika okrscích, kde byly kamerami dosvědčeny manipulace.
Volby nebyly uznány kvůli podvodům ve třech okrscích v Nižněnovgorodské, Rostovské a Bělgorodské oblasti. Organizace pro bezpečnost a spolupráci v Evropě uvedla, že byly volby poznamenané mnoha nesrovnalostmi a voliči neměli dostatek volebních možností.

## Očekávaný vývoj v Rusku po volbách

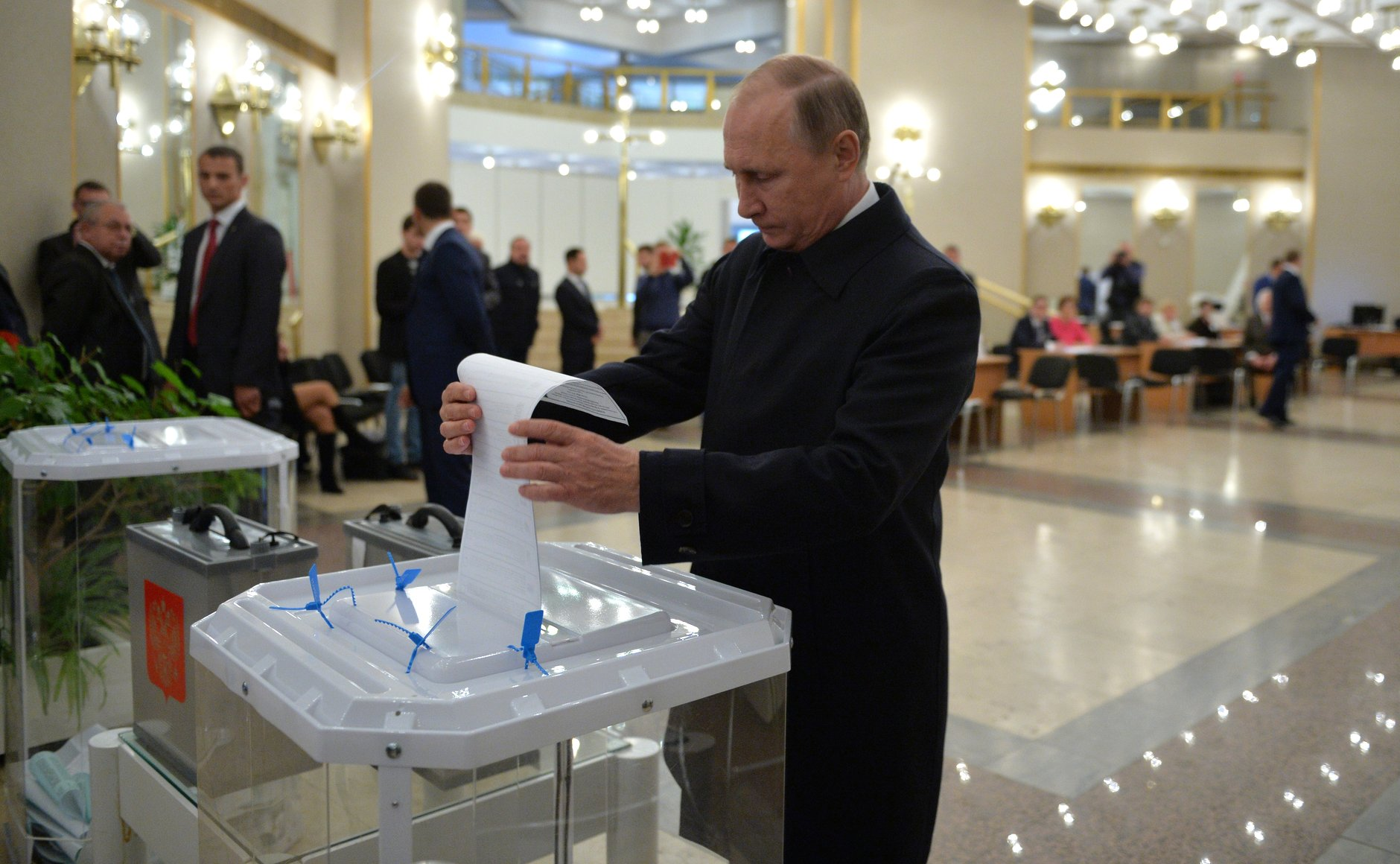
Ruský prezident Vladimir Putin při ruských parlamentních volbách 2016

Podle politologa Alexandra Morozova bude vývoj v Rusku pokračovat ve všech trendech stejným směrem, protože parlament je závislý na prezidentovi a lze od něj očekávat nanejvýš soutěž v demonstraci loajality prezidentovi před prezidentskými volbami 2018. Podle Morozova bude nejzajímavější sledovat pokračování protikorupční čistky v silových složkách zahájené Putinem už před volbami, včetně možného vytvoření ministerstva státní bezpečnosti s pravomocemi někdejší KGB.

## Reakce
Dmitrij Gudkov z opoziční strany Spravedlivé Rusko uvedl, že konkurenty v těchto volbách nebyli kandidáti, ale voličská apatie a nedůvěra ve volby.